# Бальдерик Бургулийский
Бальдерик Бургулийский (лат. Baldericus Burguliensis, Baldricus Burgulianus) или Бодри из Бургёя (фр. Baudry de Bourgeuil) или Бальдрик Дольский (лат. Baldericus Dolensis); 1045 — 5 января 1130 — французский хронист, агиограф и латинский поэт, монах-бенедиктинец, один из летописцев Первого крестового похода.

## Биография
Родился около 1045 года в Мён-сюр-Луар. Учился в школе в Анжере. Являлся учеником известных латинских поэтов Марбода Реннского и Годфруа Реймского. Не ранее 1060 года принял постриг в бенедиктинском аббатстве Святого Петра в Бургёе в Анжу, в 1089 году сделавшись его настоятелем. В 1107 году папа Пасхалий II назначил его епископом Дольским. Бальдрик исполнял эту должность до 1120 года, после чего подвизался в разных аббатствах. Участвовал во всех соборах, проходивших при его жизни, много раз бывал в Риме, оставил рассказ о своей поездке в Англию (лат. Itinerarium). Умер 5 января 1130 года в аббатстве Сен-Пьер-де-Пре, где и был похоронен.

## Творчество
Между 1107 и 1110 годами написал «Иерусалимскую историю» (лат. Historia Hierosolymitana) — латинскую хронику Первого крестового похода в четырех книгах, охватывавшую события начиная с Клермонского собора (1095) до битвы при Аскалоне (1099). Основанная на анонимных «Gesta Francorum» (1100), а также на свидетельствах участников и очевидцев, она преподнесена была аббату Пьеру де Майесэ (фр. Pierre de Maillesais), который сопровождал крестоносцев. В 1611 году её опубликовал в Париже в своём сборнике «Деяния бога через франков» (лат. Gesta Dei per Francos) историк Жак Бонгар.
Среди других сочинений Бальдрика следует отметить латинские поэмы о завоевании Англии и о царствовании Филиппа I, биографию его друга аббата Фонтевро Робера Арбрисселя (опубликовано в собрании Жана Болланда), жития Св. Валериана Турнюсского, Св. Гуго Руанского, Св. Самсона Дольского, послание монахам аббатства в Фекане, содержащее интересный рассказ о нравах бретонцев, а также сведения об английских и нормандских монастырях.
Авторству его принадлежит всего 256 латинских стихотворений и поэм различного содержания, написанных в основном в Бургёе. Они сохранились в единственной рукописи; включают в себя послания, эпитафии, эпиграммы, похвалу Св. Аделе Нормандской, подражания Овидию. Основной тематикой его поэзии являлись ветхозаветные предания, сюжеты греческой, троянской и римской мифологии, не считая событий вроде основания церкви в Сен-Самсон-сюр-Рилль и др., а основными адресатами — его друзья, ученики и монахини женского аббатства Ронсере в Анжере. Бальдрика заслуженно называют поэтом «Овидианского возрождения».